# Thomas Matton
Thomas Matton (Gent, 24 oktober 1985) is een Belgisch voetbalcoach en voormalig voetballer. Hij speelde tijdens zijn carrière achtereenvolgens voor OH Leuven, Zulte Waregem, KV Kortrijk en KAA Gent.

## Carrière
Matton, woonachtig in Horebeke, heeft zijn jeugdopleiding vooral bij Club Brugge genoten. Hij behoorde tot een generatie spelers met onder anderen Jason Vandelannoite, Glenn Verbauwhede en Nicolas Lombaerts. In 2006 werd hij opgenomen in de A-kern van Club Brugge, maar hij kwam er niet aan spelen toe. Op 21 mei 2007 tekende Matton een tweejarig contract bij OH Leuven. Eind april 2008 tekende hij een contract voor vier seizoenen bij SV Zulte Waregem. Eind mei 2012 tekende hij een contract voor twee seizoenen bij KV Kortrijk.
Op 10 februari 2015 werd bekend dat Matton na het seizoen 2014/15 naar KAA Gent vertrok. Kortrijk wou het contract van Matton niet verlengen. Hij tekende in Gent voor twee jaar. Begin september 2016 verlengde Matton zijn contract bij KAA Gent tot en met 2018.
Begin december 2017 werd na veelvuldig blessureleed bekendgemaakt dat hij besloten had zijn profcarrière met onmiddellijke ingang te beëindigen. In totaal speelde Matton 53 wedstrijden voor Gent waarin hij voor 7 doelpunten en 7 assists zorgde. Hij bleef wel verbonden aan KAA Gent als begeleider van getalenteerde jeugdspelers. Daarnaast werd hij ook techniektrainer bij de jeugd. In de zomer van 2019 nam ook Jess Thorup, de trainer van het eerste elftal, hem op in zijn technische staf om een paar keer per week traptechniektraining te geven. Matton werkte in dat verband samen met de Poolse trapspecialist Bartek Sylwestrzak. Tijdens de korte passage van László Bölöni bij Gent in de zomer van 2020 kwam er een knak in de samenwerking tussen Gent en Matton, die weliswaar hersteld werd. Uiteindelijk kwam er op het einde van het seizoen 2020/21 toch een einde aan de samenwerking.
Na zijn vertrek bij Gent ging Matton aan de slag bij zijn ex-club Zulte Waregem, waar hij naast trainer van de U15 ook coach binnen het YES-project en liniecoach bij de U18 en U21 werd. Een jaar later keerde hij evenwel terug naar Gent, waar hij aan de slag ging als jeugdcoach van de U15. Na één seizoen bij de U15 stroomde Matton door naar het beloftenelftal, waar hij de assistent van Arnar Viðarsson werd.

## Statistieken
| Seizoen         | Club            | Land            | Competitie         | Competitie | Competitie | Beker | Beker | Andere | Andere | Internationaal | Internationaal | Totaal | Totaal |
| Seizoen         | Club            | Land            | Competitie         | Wed.       | Dlp.       | Wed.  | Dlp.  | Wed.   | Dlp.   | Wed.           | Dlp.           | Wed.   | Dlp.   |
| --------------- | --------------- | --------------- | ------------------ | ---------- | ---------- | ----- | ----- | ------ | ------ | -------------- | -------------- | ------ | ------ |
| 2007/08         | OH Leuven       | Vlag van België | Tweede klasse      | 25         | 12         | 0     | 0     | 0      | 0      | 0              | 0              | 25     | 12     |
| 2008/09         | Zulte-Waregem   | Vlag van België | Jupiler Pro League | 23         | 6          | 2     | 0     | 0      | 0      | 0              | 0              | 25     | 6      |
| 2009/10         | Zulte-Waregem   | Vlag van België | Jupiler Pro League | 19         | 0          | 0     | 0     | 0      | 0      | 0              | 0              | 19     | 0      |
| 2010/11         | Zulte-Waregem   | Vlag van België | Jupiler Pro League | 30         | 4          | 0     | 0     | 0      | 0      | 0              | 0              | 30     | 4      |
| 2011/12         | Zulte-Waregem   | Vlag van België | Jupiler Pro League | 12         | 2          | 1     | 0     | 0      | 0      | 0              | 0              | 13     | 2      |
| 2012/13         | KV Kortrijk     | Vlag van België | Jupiler Pro League | 12         | 1          | 1     | 0     | 0      | 0      | 0              | 0              | 13     | 1      |
| 2013/14         | KV Kortrijk     | Vlag van België | Jupiler Pro League | 24         | 5          | 2     | 0     | 0      | 0      | 0              | 0              | 26     | 5      |
| 2014/15         | KV Kortrijk     | Vlag van België | Jupiler Pro League | 25         | 5          | 0     | 0     | 0      | 0      | 0              | 0              | 25     | 5      |
| 2015/16         | KAA Gent        | Vlag van België | Jupiler Pro League | 17         | 5          | 3     | 0     | 0      | 0      | 5              | 1              | 25     | 6      |
| 2016/17         | KAA Gent        | Vlag van België | Jupiler Pro League | 17         | 0          | 2     | 0     | 0      | 0      | 7              | 1              | 26     | 1      |
| 2017/18         | KAA Gent        | Vlag van België | Jupiler Pro League | 2          | 0          | 0     | 0     | 0      | 0      | 0              | 0              | 2      | 0      |
| Carrière totaal | Carrière totaal | Carrière totaal | Carrière totaal    | 206        | 40         | 11    | 0     | 0      | 0      | 12             | 2              | 229    | 42     |